# Cobelura claviger
Cobelura claviger är en skalbaggsart som först beskrevs av Bates 1885. Cobelura claviger ingår i släktet Cobelura och familjen långhorningar.
Artens utbredningsområde är:
- Costa Rica.
- Panama.

Inga underarter finns listade i Catalogue of Life.